# بيل إتر
بيل إتر (بالإنجليزية: Bill Etter)‏ هو لاعب كرة قدم أمريكية أمريكي، ولد في 18 فبراير 1950 في سبوكين في الولايات المتحدة.